# Vinogradovita
La vinogradovita és un mineral de la classe dels silicats. Va ser anomenada en honor d'Aleksander Pavlovich Vinogradov (1895-1975).

## Característiques
La vinogradovita és un inosilicat de fórmula química Na₄Ti₄(Si₂O₆)[(Si,Al)₄O10]O₄·(H₂O,Na,K)₃. Cristal·litza en el sistema monoclínic. Els seus cristalls són prismàtics,
allargats al llarg de [100], amb forma d'espasa o fulla, de fins a 4 mm; comunament en esferulites, de fins a 1 cm, i agregats fibrosos irregulars. La seva duresa a l'escala de Mohs és 4.
Segons la classificació de Nickel-Strunz, la vinogradovita pertany a «09.DB - Inosilicats amb 2 cadenes senzilles periòdiques, Si₂O₆; minerals relacionats amb el piroxens» juntament amb els següents minerals: balifolita, carfolita, ferrocarfolita, magnesiocarfolita, potassiccarfolita, vanadiocarfolita, lorenzenita, lintisita, punkaruaivita, eliseevita, kukisvumita, manganokukisvumita, paravinogradovita, nchwaningita, plancheïta, shattuckita, aerinita i capranicaïta.

## Formació i jaciments
La vinoradovia és un mineral hidrotermal de fase tardana que es forma en cavitats i filons, substituint minerals amb titani, en pegmatites alcalines en massisos alcalins diferenciats. Va ser descoberta al mont Lepkhe-Nel'm, al massís de Lovozero (Península de Kola, óblast de Múrmansk, Rússia). També ha estat descrita al Canadà, els Estats Units, Groenlàndia, el Marroc, Namíbia i altres indrets de Rússia.
Sol trobar-se associada amb altres minerals com: lorenzenita, lamprofil·lita, catapleiïta, neptunita, labuntsovita, titanita i calcita.